# Ma'ajan Baruch
Ma'ajan Baruch (hebrejsky מַעְיַן בָּרוּךְ, doslova Baruchův pramen, anglicky Ma'ayan Barukh, v oficiálním seznamu sídel Ma'yan Barukh) je vesnice typu kibuc v Izraeli, v Severním distriktu, v Oblastní radě ha-Galil ha-Eljon (Horní Galilea).

## Geografie
Leží v nadmořské výšce 200 metrů na pomezí Horní Galileji (respektive Chulského údolí), Golanských výšin a Libanonu , nedaleko pramenišť řeky Jordán, z nichž jedno, řeka Hasbani, protéká přímo okolo vesnice. Ma'ajan Baruch leží cca 38 kilometrů severně od břehů Galilejského jezera.
Vesnice se nachází cca 50 kilometrů severoseverovýchodně od Tiberiasu, cca 150 kilometrů severovýchodně od centra Tel Avivu a cca 75 kilometrů severovýchodně od centra Haify. Je situována v zemědělsky intenzivně využívaném pásu. Ma'ajan Baruch obývají Židé, přičemž osídlení v tomto regionu je zcela židovské. Výjimkou je skupina drúzských měst na Golanských výšinách cca 15 kilometrů východním směrem a město Ghadžar obývané arabskými alavity.
Ma'ajan Baruch je na dopravní síť napojen pomocí dálnice číslo 99.

## Dějiny
Ma'ajan Baruch byl založen v roce 1947. Vznikl na místě staršího židovského mošavu Chamara (חמרה), který tu stál od roku 1919, ale byl roku 1920 zničen a opuštěn po arabských útocích na okolí osady Tel Chaj. Nová zemědělská osada Ma'ajan Baruch byla pojmenována po Bernardu (Baruchu) Gordonovi – předákovi sionistické organizace na území nynější Jihoafrické republiky. Prvními osadníky byla skupina židovských přistěhovalců z jižní Afriky a z USA a dále skupina členů Palmachu z nedalekého Kfar Gil'adi.
Během války za nezávislost v roce 1948 probíhaly v okolí vesnice těžké boje a ženy a děti byly dočasně odtud evakuovány. Až do roku 1948 se v okolí nynějšího Ma'ajan Baruch nacházely i arabské vesnice. Cca 1 kilometr jihovýchodním směrem to byla vesnice Sanbarija. Sanbarija měla roku 1931 83 obyvatel a 20 domů. Byla v květnu 1948, v počáteční fázi války za nezávislost dobyta jednotkami Palmach v rámci Operace Jiftach a její obyvatelé uprchli. Zástavba v Sanbarija pak byla zcela zbořena, prý na přímý příkaz činovníka Židovského národního fondu Josefa Weitze.
Roku 1949 měl kibuc Ma'ajan Baruch jen 30 obyvatel a rozkládal se na ploše 900 dunamů (0,9 kilometru čtverečního).
Kibuc Ma'ajan Baruch prošel privatizací a jeho členové jsou odměňováni individuálně, podle vykonané práce. Ekonomika obce je založena na zemědělství, průmyslu a turistickém ruchu. V kibucu nejsou školy a ani zařízení předškolní péče. Funguje tu ale zdravotní středisko, obchod, bazén, plavecký bazén a sportovní areály a synagoga.
V kibucu se nachází Muzeum pračlověka (מוזיאון האדם הקדמון), iniciativa místního obyvatele Amnona Asafa.

## Demografie
Obyvatelstvo Ma'ajan Baruch je sekulární. Podle údajů z roku 2014 tvořili naprostou většinu obyvatel v Ma'ajan Baruch Židé (včetně statistické kategorie "ostatní", která zahrnuje nearabské obyvatele židovského původu ale bez formální příslušnosti k židovskému náboženství).
Jde o menší sídlo vesnického typu s dlouhodobě rostoucí populací. K 31. prosinci 2014 zde žilo 720 lidí. Během roku 2014 stoupla populace o 4,2 %.
| Rok            | 1948 | 1949 | 1961 | 1972 | 1983 | 1995 | 2001 | 2003 | 2004 | 2005 | 2006 | 2007 | 2008 | 2009 | 2010 | 2011 | 2012 | 2013 | 2014 |
| -------------- | ---- | ---- | ---- | ---- | ---- | ---- | ---- | ---- | ---- | ---- | ---- | ---- | ---- | ---- | ---- | ---- | ---- | ---- | ---- |
| Počet obyvatel | 148  | 30   | 156  | 222  | 303  | 325  | 390  | 276  | 252  | 255  | 277  | 285  | 341  | 555  | 632  | 626  | 656  | 691  | 720  |